# Amalie Dietrich
Amalie Dietrich (ur. 26 maja 1821 w Siebenlehn (Saksonia), zm. 9 marca 1891 w Rendsburgu) – niemiecka botanik i zoolog, badaczka Australii – zbierała okazy australijskiej flory i fauny, a także obiekty etnograficzne i antropologiczne.

## Życiorys
Z botaniką Dietrich zetknęła się za sprawą męża – aptekarza Wilhelma Dietricha (1811–1867), którego poślubiła w 1848. Państwo Dietrich mieli jedną córkę – Charistas (ur. 1848). Dietrich podróżowała razem z mężem po Europie, zbierając rośliny i sprzedając produkty lecznicze. Z powodu trudnego charakteru męża, Dietrich wkrótce się z nim rozstała, utrzymując siebie i córkę ze zbierania okazów botanicznych.
W 1863 Dietrich została przedstawiona Johannowi C. Godeffroyowi – kupcowi z Hamburga, który prowadził prywatne muzeum. Jeszcze w tym samym roku firma I. C. Godeffroy & Sohn wysłała ją na wyprawę badawczą do Australii, gdzie Dietrich zbierała okazy tamtejszej flory i fauny a także kolekcjonowała obiekty etnograficzne i antropologiczne dla muzeum Godeffroya. W 1872 odbyła wyprawę do archipelagu Tonga, by w 1873 – prawie po dziesięciu latach nieobecności – powrócić do Niemiec. Po powrocie pracowała jako kustosz w muzeum Godeffroya, aż do śmierci jego właściciela w 1885, kiedy to kolekcja muzeum została podzielona pomiędzy ośrodki w Lipsku i Hamburgu, w wyniku czego Dietrich przeszła do hamburskiego Muzeum Botanicznego.
W uznaniu jej zasług na polu botaniki i zoologii, na jej cześć nazwano wiele różnych gatunków zwierząt i roślin, m.in. osy Nortonia Amaliae i Odynerus Dietrichianus, mech Endotrichella Dietrichiae czy algi Amansia Dietrichiana i Sargassum Amaliae.

## Literatura dodatkowa
- Charitas Bischoff: The Hard Road, the Life Story of Amalie Dietrich. 1931. (ang.). Brak numerów stron w książce
- Charitas Bischoff: Amalie Dietrich. Ein Leben erzält von Charitas Bischoff. Berlin: 1918. (niem.). Brak numerów stron w książce
- Ulrich Luettge: Amalie Dietrich (1821–1891): German Biologist in Australia. Stuttgart: Institute for Foreign Cultural Relations, 1988. (ang.). Brak numerów stron w książce
- Sue Rider: The matilda women. Brisbane: Playlab Press, 1993. (ang.). Brak numerów stron w książce
- Ray Sumner: A Woman in the Wilderness: the Story of Amalie Dietrich in Australia. Sydney: University of New South Wales Press, 1993. (ang.). Brak numerów stron w książce